# Schanze (Festungsbau)

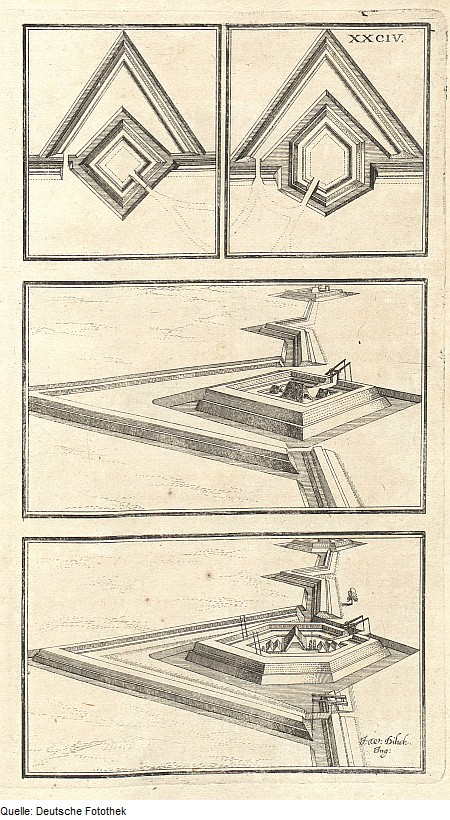
Schanzen in Form einer geschlossenen Redoute, im Beispiel eingebunden in einer „verschanzten Linie“. Die Schanze wird hier im Beispiel durch eine davor angelegte Couvreface (ein davorliegendes Schutzwerk) zusätzlich gedeckt.

Eine Schanze ist der Terminologie des deutschen Festungsbaus nach ein selbständiges Befestigungswerk, das beim Bau von vorübergehenden (nicht dauerhaften) Feldbefestigungen häufig gebraucht wird.
In der Umgangssprache werden allerdings häufig auch permanente Befestigungsanlagen als „Schanzen“ bezeichnet, was vielerorts daher rührt, dass zunächst in Kriegszeiten nur provisorisch angelegte Befestigungen später zu permanenten Festungsanlagen ausgebaut wurden, siehe dazu Landesfestung Ingolstadt (vergl. auch den Abschnitt Übertragung des Begriffs Schanze).

## Zur Herleitung des Wortes
Das Wort „Schanze“ leitet sich ursprünglich von Reisigbündel her, da im späten Mittelalter bei Belagerungen häufig provisorische Befestigungsanlagen aus Schanzkörben errichtet worden sind. Später wurden solche Schanzen sehr häufig aus Erdwällen errichtet. Daher wurde im 16. Jahrhundert das Wort „schanzen“ ganz allgemein auf Erdarbeiten jeder Art übertragen. Der militärische Sprachgebrauch benutzt heute noch schanzen für kleinere Erdarbeiten, vor allem für die Anlage von Schützengräben. Aus diesem bereits übertragenen Sprachgebrauch stammt schließlich auch der Ausdruck sich verschanzen im erweiterten übertragenen Sinne: z. B. „sich hinter Paragrafen verschanzen“.

## Die Schanze als Befestigungsanlage

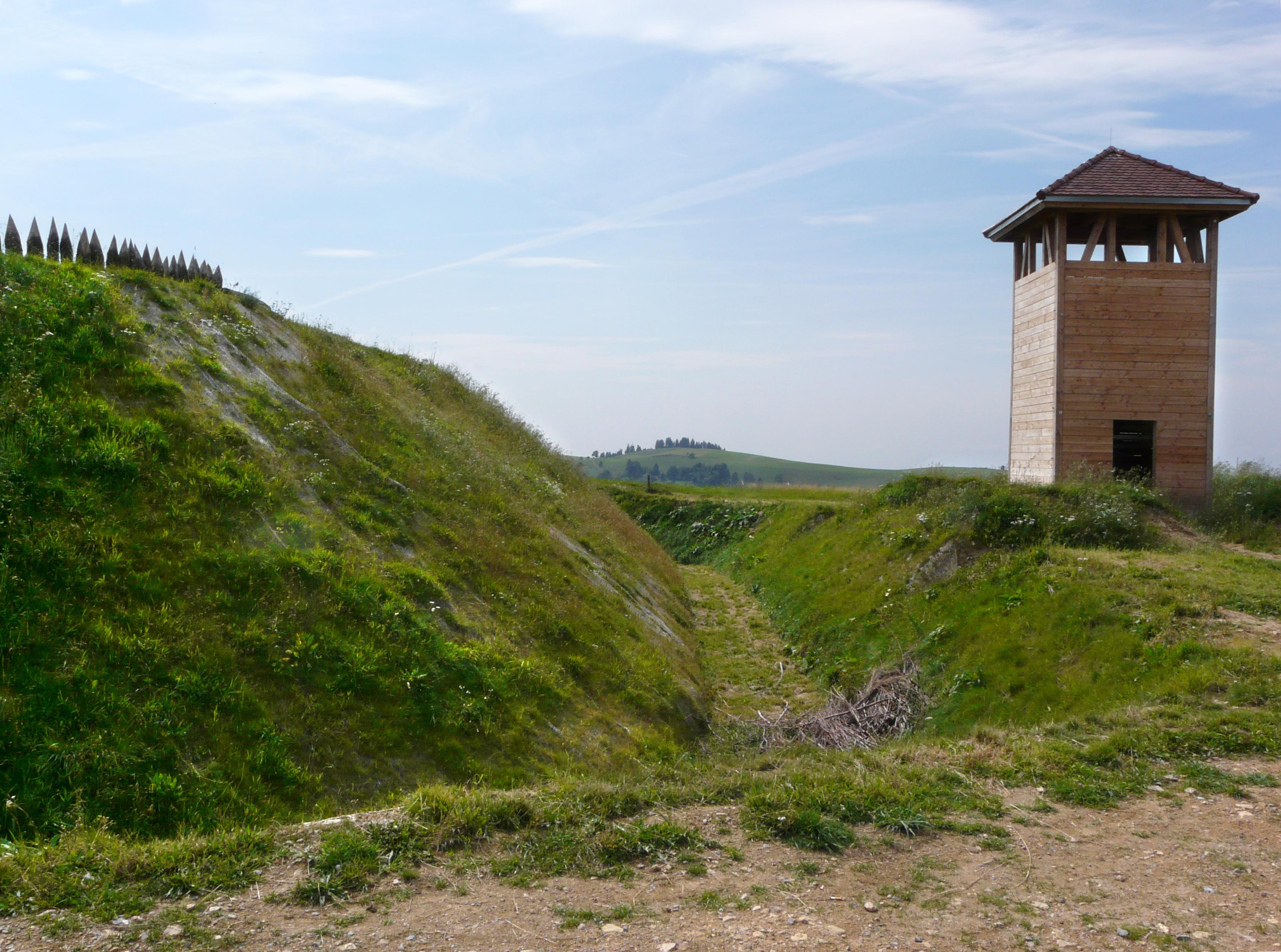
Nachbau einer Barocken Wehrschanze als Redoute mit Chartaque in Gersbach.

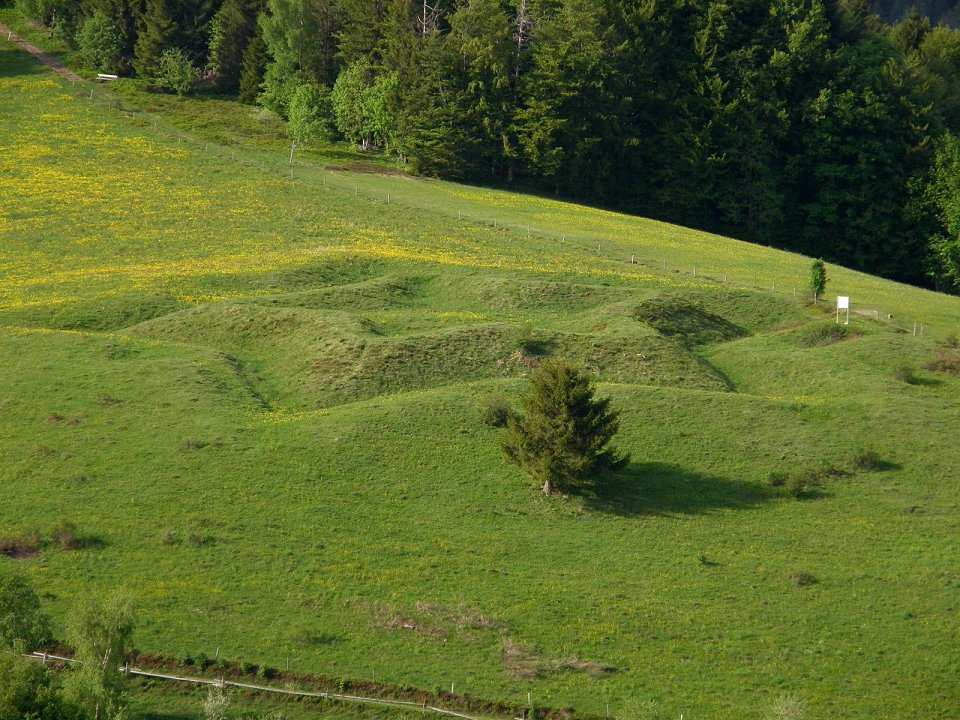
Original Barocke Wehrschanze als Sternschanze am „Böllner Eck“ bei Neuenweg.

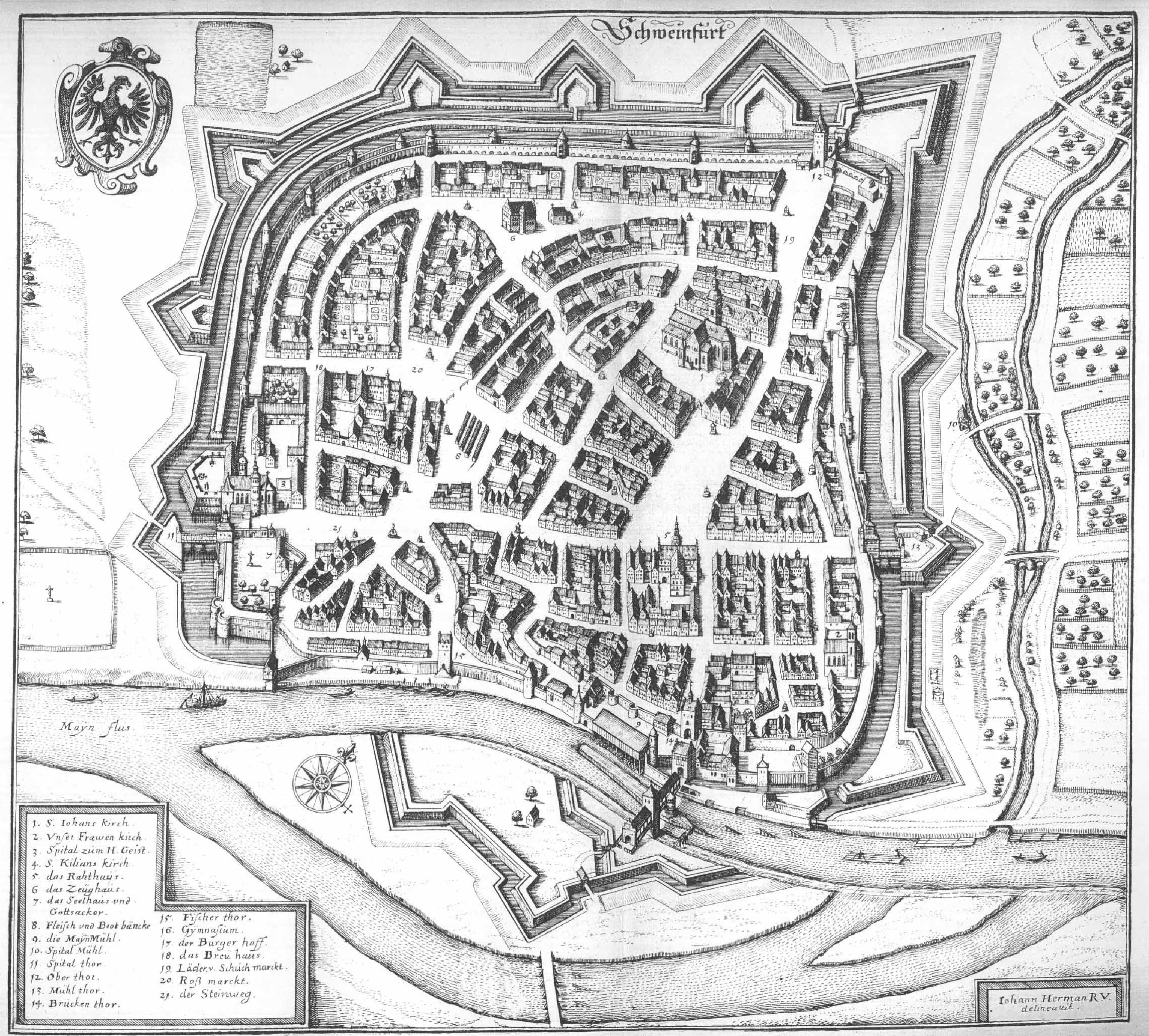
Reichsstadt Schweinfurt:
Mittelalterliche Stadtmauer mit später davor errichteten Schanzen, als Ausbau zur modernen Stadtbefestigung (um 1640 durch die Schweden).

Eine Schanze ist in der Regel ein selbständiges Befestigungswerk. Zur Sperrung eines Tals oder eines Passes können aber auch eine Reihe nebeneinander liegender Schanzen errichtet werden, die nicht selten mit einem niedrigen Wall und Graben miteinander verbunden waren. In diesem Fall spricht man von einer „verschanzten Linie“. Umschließt eine solche Linie einen Raum vollständig nach allen Seiten, dann wird dies als „verschanztes Lager“ bezeichnet (solche „verschanzten Lager“ nutzten im 17. und 18. Jahrhundert nicht selten schwächere Heere, um sich darin gegen ein stärkeres zu schützen). Bei Belagerungen dienten „verschanzte Linien“ häufig auch als Contravallations- oder als Circumvallationslinien.
Nach ihrem Grundriss unterscheidet man offene von geschlossenen Schanzen. Die geschlossenen teilt man weiter auf in Redouten, die nur ausspringende Winkel haben, und in Sternschanzen mit abwechselnd aus- und einspringenden Winkeln. Bei offenen Schanzen, welche die Form einer(s) Flesche, Redans, Halbredoute, Lünette, Hornwerks oder noch komplexerer Anlagen haben können, ist die Kehle geöffnet; d. h. die Seite, wo die eigene Armee lagerte oder wo sich die eigene Festung befand, war unbefestigt.

## Bild-Galerie von semi-permanenten Anlagen
Einige Beispiele von semi-permanenten Anlagen (d. h. Werke, die zunächst wie Feldbefestigungen angelegt, aber auf längere Zeit unterhalten und teilweise ausgebaut wurden):

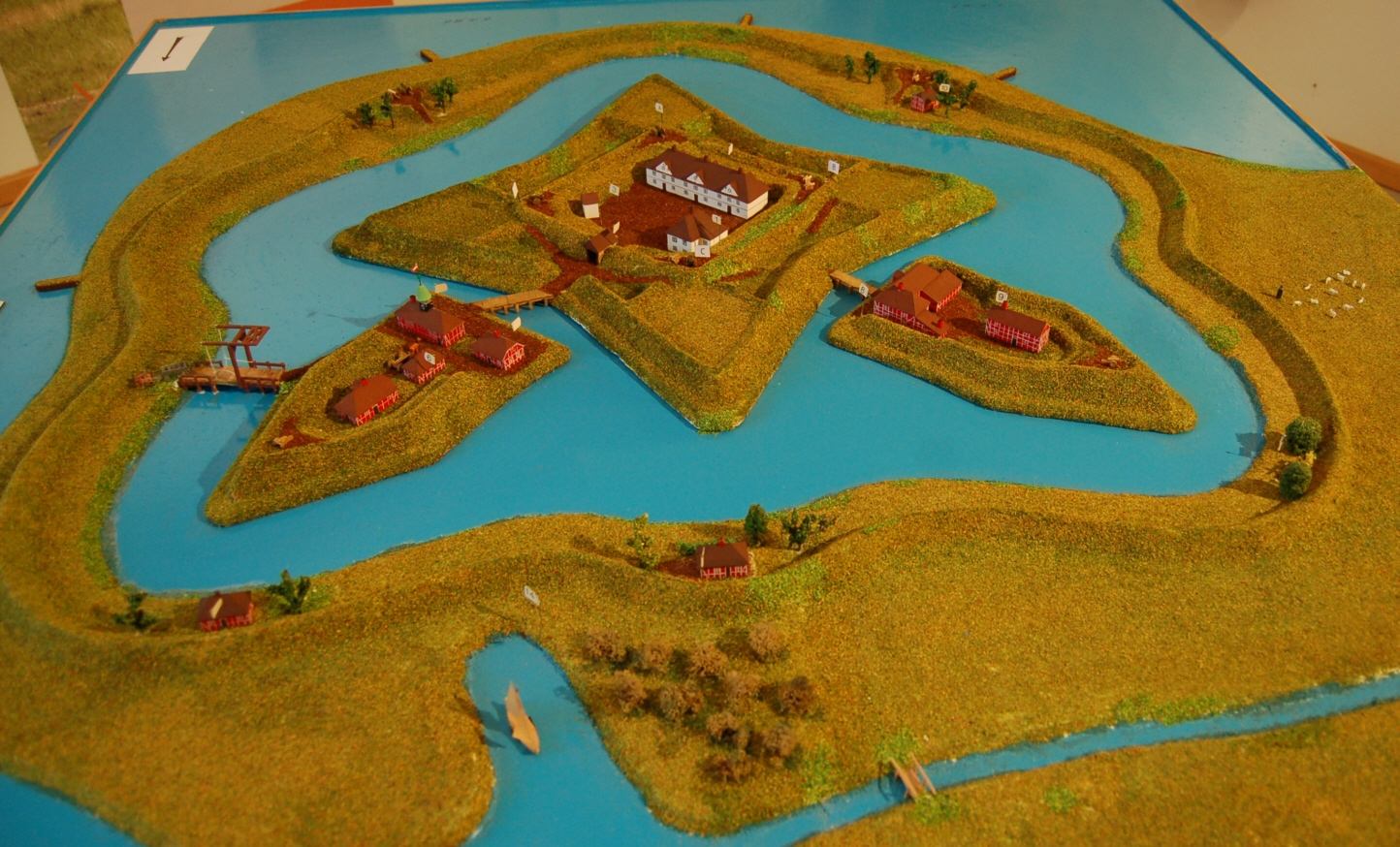
Modell der Hetlinger Schanze um 1757 (eigentlich ein aus einer provisorischen Schanze hervorgegangenes dänisches Sperrfort an der Elbe, das den Namen Schanze beibehalten hat).
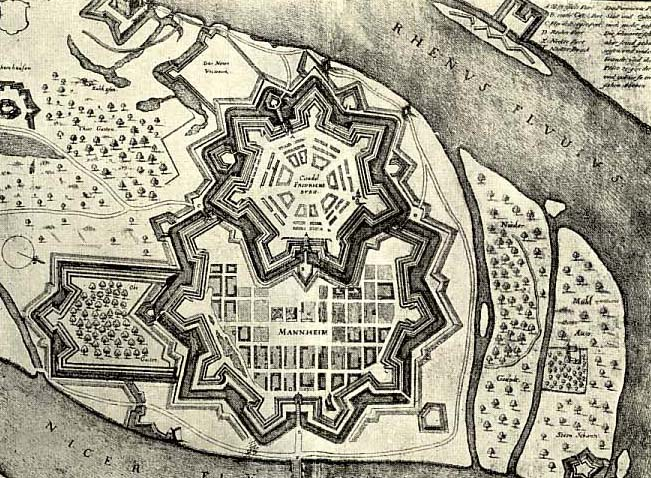
Die Mannheimer Rheinschanze, die Stadt und die Zitadelle Mannheim im Jahr 1620. Die sog. Rheinschanze war der Brückenkopf von Mannheim auf der linken Seite des Stroms in Form eines Hornwerks (oben im Bild, dort wo heute die Stadt Ludwigshafen liegt).
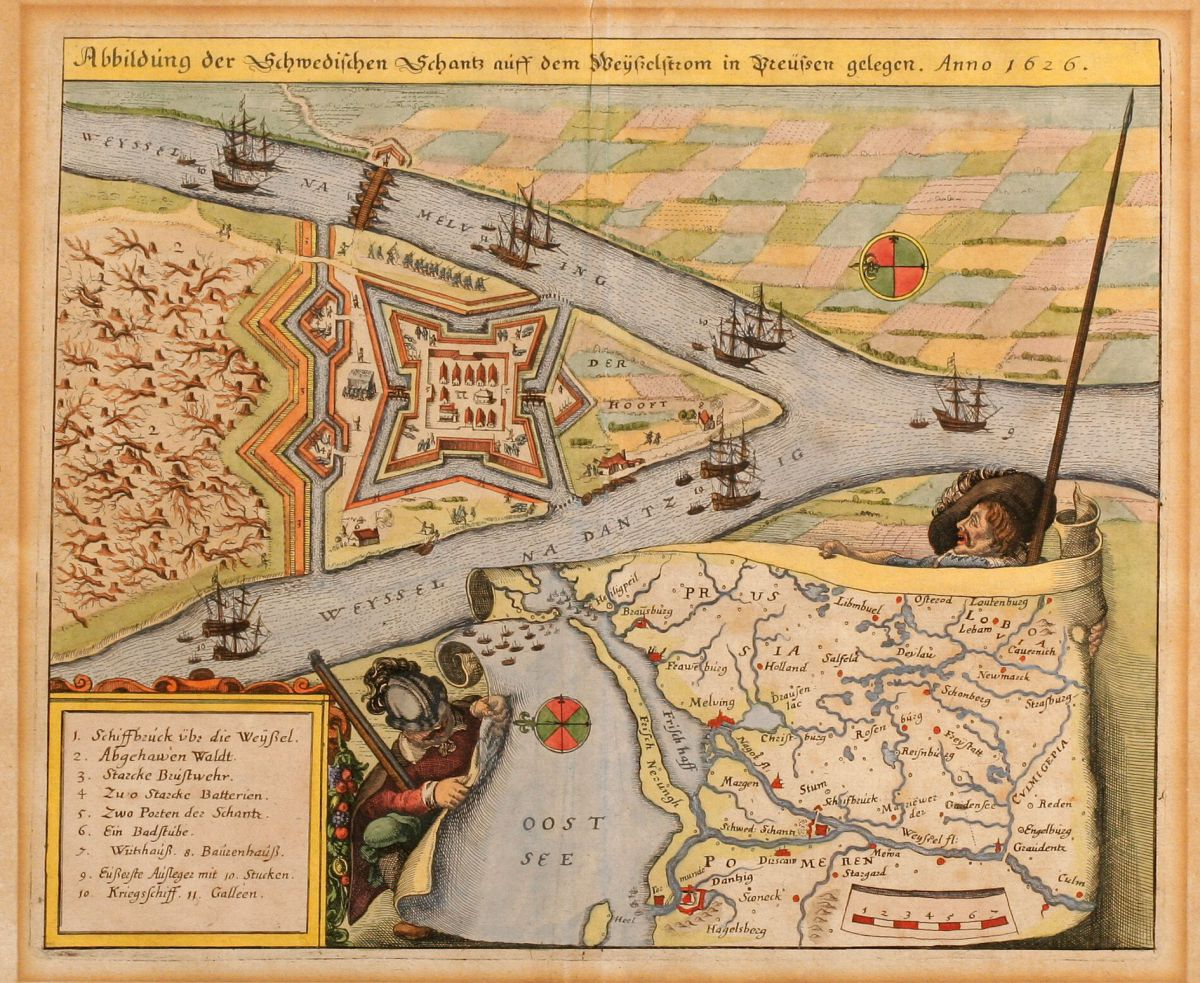
Matthäus Merian: Abbildung der Schwedischen Schantz auff dem Weysselstrom in Preußen gelegen. Anno 1626. Während des Krieges vorübergehend angelegtes Werk zur Blockade der Weichselmündung.
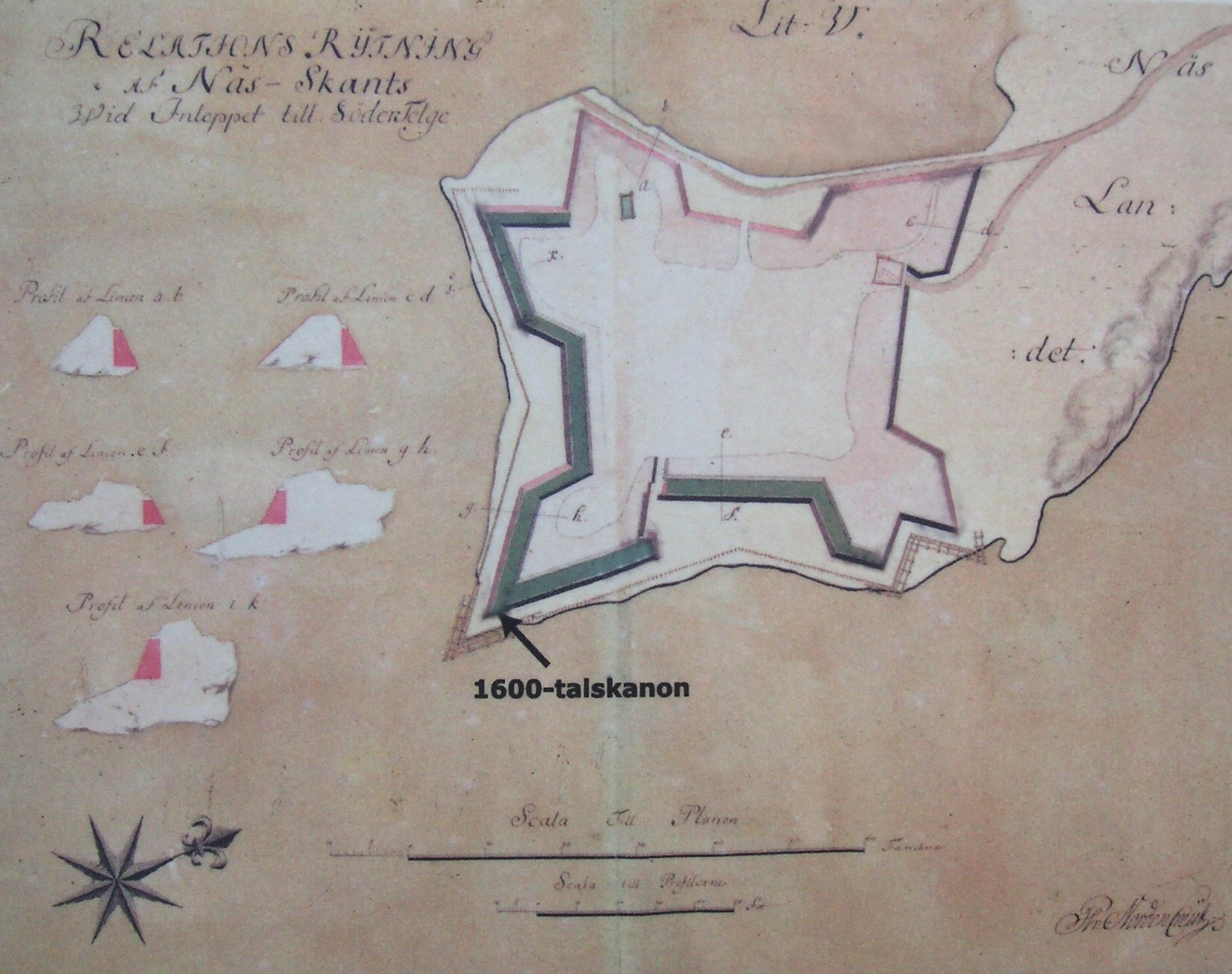
Die Näs-Schanze (Nässkansen) in Botkyrka, Schweden von 1623 ist eine Sternschanze.

## Übertragung des Begriffs Schanze
Mit der Herausbildung der Archäologie im 19. Jahrhundert wurde der Begriff Schanze auch auf Überreste von vorgeschichtlichen Wallanlagen übertragen (→ Viereckschanze, auch Keltenschanze genannt), wobei allerdings nicht zwischen Befestigungswerken und kultisch-religiösen Anlagen unterschieden wurde/wird.